# Lopian (Erau)

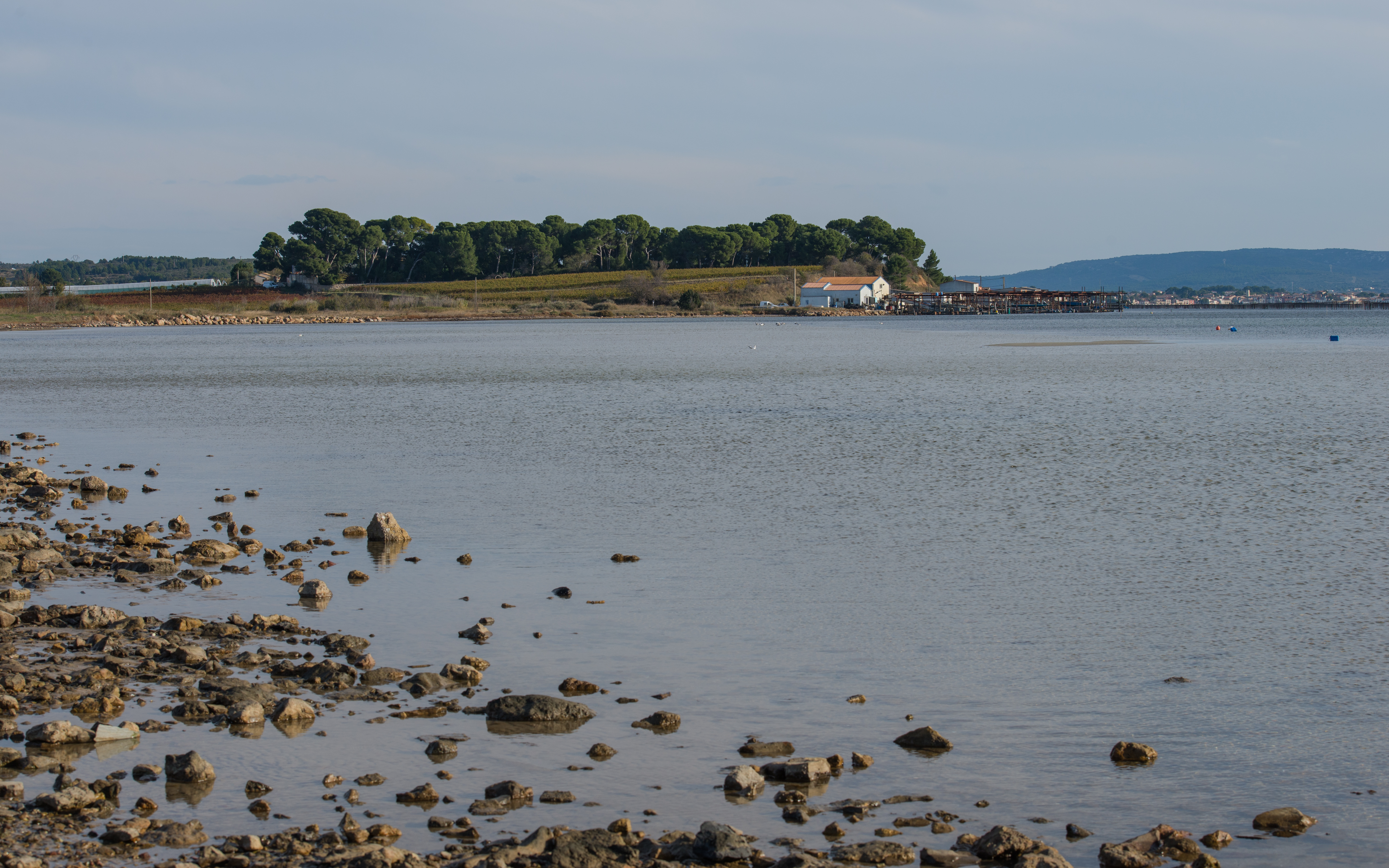

Lopian (en francès Loupian) és un municipi occità del Llenguadoc, situat al departament de l'Erau i a la regió d'Occitània.